# Иђироаса (Мехединци)
Иђироаса (рум. Igiroasa) насеље је у Румунији у округу Мехединци у општини Прунишор. Oпштина се налази на надморској висини од 301 m.

## Становништво
Према подацима из 2002. године у насељу је живело 67 становника, од којих су сви румунске националности.